# Qinghai Hu (Antarktika)
Qinghai Hu  (chinesisch 青海湖 ‚See des türkisfarbenen Meers‘) ist ein See im Zentrum der Insel Luotuo Dao vor der Ingrid-Christensen-Küste des ostantarktischen Prinzessin-Elisabeth-Lands. Er ist der einzige See der Insel und nimmt etwa ein Fünftel ihrer Fläche ein.
Chinesische Wissenschaftler benannten ihn 1993 im Zuge von Vermessungs- und Kartierungsarbeiten.